# عنکبوت‌های دریچه‌ساز پولکی
عنکبوت‌های دریچه‌ساز پولکی (نام علمی: Euctenizidae) نام یک تیره از فروراسته رتیل‌ریختان است.
آن‌ها جلوی لانه خود دریچه‌هایی می‌سازند که شکل پولک‌مانند یا بیسکویت‌مانند دارند.